# José Manuel Paredes
José Manuel Paredes y Álvarez-Ossorio (Cádiz, 1950) es un pintor, arquitecto y coleccionista español. Su obra está caracterizada por el color y la influencia picassiana. Su obra está en museos y colecciones públicas y privadas. 

## Biografía
Nacido en Cádiz, desarrolló sus estudios en Madrid, donde se doctoró como arquitecto en la Universidad Politécnica de Madrid. En la década de 1980 se estableció en El Puerto de Santa María donde ha desarrollado su carrera profesional.  A partir de los años 1990 compaginó su labor artística con el estudio de arquitectura que llevaba su nombre, mientras iba conformando una importante colección de arte contemporáneo.

## Obra
Su trabajo se desarrolla básicamente en lienzo y papel, con técnica mixta de óleo, acrílicos y lápiz,que incluyen el collage. También ha experimentado con el muralismo y la ilustración.
Gran conocedor del arte contemporáneo, coleccionista y amante de los libros de arte y los museos, en su obra “bromea en torno al cubismo y el arte de vanguardia” jugando con la figuración y el color.
Ha sido caracterizado como pintor compulsivo, inmerso en una creación que manifiesta una poderosa intencionalidad cromática.  Amante del color en sus múltiples matices, el artista reconoce que descubrió el negro muchos años después de iniciarse como pintor.
 

Para el crítico de arte Bernardo Palomo,
"Paredes pinta como siente y lo que siente, al margen de modas, con una conciencia clara de artista grande que sabe lo que hace. Es un pintor de convicción, dominador de la escenografía donde  todo queda manifestado en breves líneas argumentales que contienen un amplio organigrama de lo que se representa".Como arquitecto, su estructura artística está contundentemente sustentada; conoce los infinitos argumentos del arte, sus posiciones formales y conceptuales. No existe lugar para el vacío; cualquier mínima manifestación ilustrativa tiene cabida en los espacios de una pintura que establece racionales geometrías. Sus figuras, sus objetos, sus coches, su monumentos, sus textos, sus muebles, sus frutas, su barcos... se yuxtaponen en un bello crisol que unifica la realidad para hacerla posible desde un sistema compositivo perfecto, sin resquicios y abierto a las más inesperadas argumentaciones.”
Su formación arquitectónica le ha permitido retratar diversos monumentos de Cádiz y El Puerto de Santa María, como el Gran Teatro Falla, el Ayuntamiento de Cádiz, la Iglesia de Santiago, la Ribera del Marisco portuense o Puerto Sherry, interpretándolos con su amplia gama de colores.
En 2010 realizó su obra muralística en Puerto Sherry, convirtiéndose en su “pintor de cámara" y llenando de color el malecón del puerto deportivo. Mediante una serie de pinturas murales con una dimensión de 240 metros x 3 de altura, el artista insertó grandes pantallas de color que denominó “el malecón de la alegría”.  Anteriormente había creado un mural de 30 metros x 7 de altura en el Varadero Ligero, uno de los muros de hormigón del puerto.
Su obra ha sido expuesta en medio centenar de exposiciones, destacando la del Museo de Cádiz  y la realizada en la Pescadería Vieja de Jérez. 

### Exposiciones individuales
- Galería Skimo Arte. Madrid. 2003
- Colegio de Arquitectos de Cádiz. Cádiz. 2003
- Sala de Exposiciones Unicaja. Cádiz. 2004
- Galería Milagros Delicado. El Puerto de Santa María. 2004
- La Carbonería. Sevilla. 2005, 2009.
- Museo Provincial de Cádiz. Cádiz. 2006[14]
- Sala de Exposiciones de la CAI. El Puerto de Santa María. 2007
- Sala de Exposiciones del Diario de Jerez. Jerez 2009[15]
- Salón Alfonso X El Sabio. El Puerto de Santa María.
- Hotel Puerto Sherry. El puerto de Santama María 2010
- Hotel Monasterio San Miguel, marzo 2013.[5]
- Sala Pescadería Vieja. Jerez de la Frontera, Octubre-Noviembre 2015.[16]
- Fundación CajaSol, marzo 2016.[17]
- Centro Cultural Alfonso X El Sabio, 2019 (y en qué otros años???)

### Exposiciones colectivas
- Galería Aguatinta. El Puerto de Santa María 2002
- La caja china. Sevilla. 2003
- Caja San Fernando. Sevilla 2004
- Feria Internacional del Arte. Lille (Francia). 2004
- Colegio Montaigne Sevilla, 2010.[18]
- Un arte DE, PARA, POR…SIEMPRE, La Pescadería Vieja, abril 2013.[19]

### Obra en colecciones públicas
- Museo de Cádiz.
- Museo de Bellas Artes Santa Cecilia.[20]
- Fundación CajaSol.[17]
- Colección Diario de Jerez.[15]